# Xã Bridgeport, Quận Lawrence, Illinois
Xã Bridgeport (tiếng Anh: Bridgeport Township) là một xã thuộc quận Lawrence, tiểu bang Illinois, Hoa Kỳ. Năm 2010, dân số của xã này là 2.420 người.